# Programme MEDA
Le programme MEDA constituait le cadre financier principal de la coopération de l'Union européenne avec les pays méditerranéens, dans le cadre du partenariat euro-méditerranéen, avant son remplacement par l'Instrument européen de voisinage et de partenariat.
Pour la période 1995 - 1999, MEDA I était pourvu d’une enveloppe financière de 4,685 milliards d'euros, dont 3.4 milliards ont été effectivement engagés. Pour la période 2000-2006, l’enveloppe MEDA II était composée de 5.3 milliards d’euros. 
L'objectif principal de ce programme était d'accompagner la transition économique des pays méditerranéens et, à terme en 2010, de parvenir à mettre en place une zone de libre-échange.